# Championnat d'Autriche de football 1997-1998
Navigation
Saison précédente Saison suivante
La saison 1997-1998 du Championnat d'Autriche de football était la 87e édition du championnat de première division en Autriche. La Bundesliga regroupe les 10 meilleurs clubs du pays au sein d'une poule unique où ils s'affrontent quatre fois au cours de la saison, 2 fois à domicile et 2 fois à l'extérieur. À la fin de la saison, le dernier au classement est relégué et remplacé par le champion de 2.Bundesliga, la deuxième division autrichienne.
C'est le club du SK Sturm Graz qui remporte le championnat en terminant en tête du classement final, avec 19 points d'avance sur le SK Rapid Vienne et 20 sur le Grazer AK. C'est le tout premier titre de champion d'Autriche de l'histoire du club, qui manque le doublé en s'inclinant en finale de la Coupe d'Autriche face au SV Ried. Le tenant du titre, le SV Austria Salzbourg, ne termine qu'à la 5e place, à 25 points du Sturm Graz.

## Les 10 clubs participants
| - SK Rapid Vienne - Grazer AK - SV Ried - FC Wacker Innsbruck - LASK Linz | - Austria Salzbourg - SC Austria Lustenau - Promu de 2.Bundesliga - FC Admira Wacker - FK Austria Vienne - SK Sturm Graz |

## Compétition

### Classement
Le barème utilisé pour établir le classement est le suivant :
- Victoire : 3 points
- Match nul : 1 point
- Défaite : 0 point

| Rang | Équipe                    | Pts | J  | G  | N  | P  | Bp | Bc | Diff |
| ---- | ------------------------- | --- | -- | -- | -- | -- | -- | -- | ---- |
| 1    | SK Sturm Graz             | 81  | 36 | 24 | 9  | 3  | 80 | 28 | +52  |
| 2    | SK Rapid Vienne           | 62  | 36 | 18 | 8  | 10 | 42 | 36 | +6   |
| 3    | Grazer AK                 | 61  | 36 | 18 | 7  | 11 | 53 | 33 | +20  |
| 4    | SV Austria Salzbourg T    | 56  | 36 | 16 | 8  | 12 | 48 | 33 | +15  |
| 5    | LASK Linz                 | 55  | 36 | 17 | 4  | 15 | 67 | 58 | +9   |
| 6    | FC Tirol Innsbruck        | 48  | 36 | 12 | 12 | 12 | 49 | 51 | -2   |
| 7    | FK Austria Vienne         | 40  | 36 | 10 | 10 | 16 | 39 | 54 | -15  |
| 8    | SV Ried C                 | 39  | 36 | 10 | 9  | 17 | 42 | 55 | -13  |
| 9    | SC Austria Lustenau P     | 32  | 36 | 6  | 14 | 16 | 38 | 59 | -21  |
| 10   | VfB Admira Wacker Mödling | 22  | 36 | 5  | 7  | 24 | 34 | 85 | -51  |

|  | Qualification pour la Ligue des champions 1998-1999                          |
|  | Qualification pour la Coupe des Coupes 1998-1999                             |
|  | Qualification pour la Coupe UEFA 1998-1999                                   |
|  | Qualification pour la Coupe Intertoto 1998                                   |
|  | Relégation directe en 2.Bundesliga                                           |
|  | T Tenant du titre C Vainqueur de la Coupe d'Autriche P Promu de 2.Bundesliga |

## Bilan de la saison
| Championnat d'Autriche de football 1997-1998 |                           |
| Champion                                     | SK Sturm Graz (1er titre) |
| Coupes et trophées                           |                           |
| Vainqueur de la Coupe d'Autriche 1997-1998   | SV Ried                   |
| Qualifications continentales                 |                           |
| Ligue des champions 1998-1999                | SK Sturm Graz             |
| Coupe des Coupes 1998-1999                   | SV Ried                   |
| Coupe UEFA 1998-1999                         | Grazer AK                 |
| Coupe UEFA 1998-1999                         | SK Rapid Vienne           |
| Coupe Intertoto 1998                         | SV Austria Salzbourg      |
| Coupe Intertoto 1998                         | LASK Linz                 |
| Promotions et relégations                    |                           |
| Promus en Bundesliga                         | SK Vorwärts Steyr         |
| Relégués en 2.Bundesliga                     | VfB Admira Wacker Mödling |